# Karl Seweloh
Karl Seweloh (auch: Carl Seweloh und Friedrich Seweloh sowie Friedrich Heinrich Carl Seweloh sowie Seveloh; * 1771; † 7. Juni 1848 in Linden) war ein hannoverscher Offizier, Geodät, Chef des hannoverschen Ingenieurkorps und Sammler von Kriegskarten.

## Werk
Im Zusammenhang mit der völligen Neuanlage der alten Heerstraße von Hannover nach Hildesheim, der Hildesheimer Straße von dem Katholischen Friedhof bis zum Döhrener Turm Ende des 18. Jahrhunderts durch den Militärkartographen Georg Siegmund Otto Lasius, findet sich bis heute in der Wegeakte eine durch den „bekannten Ing.-Leutnant Seveloh“ gefertigter Plan des St. Aegidii-Feldes zwecks Anlegung der geplanten neuen Chaussee vom Jahre 1792.
Militärisch erschien Seweloh erstmals 1793, als er als Fähnrich im kurhannoverschen Artillerieregiment geführt und am 5. September 1794 zum Seconde-Leutnant ernannt wurde.
Am 12. September 1816 wurde Sewelohs Sohn Louis Friedrich Otto Heinrich Rudolph geboren. Im selben Jahr war Seweloh zum Chef des Königlich Hannoverschen Ingenieurkorps ernannt worden. Der Oberst beschäftigte sich – ebenso wie später sein Sohn – insbesondere mit den Verfahren der Gemeinheitsteilungen und der Regulierung der Gemeindegrenzen im Königreich.
In den Jahren 1825 bis 1836 fertigte Seweloh verschiedene Karten im Maßstab 1.2500 über das Gebiet der damaligen Steintor-Gartengemeinde und der Aegidientor-Gartengemeinde, die sich verwaltungsmäßig zu der aus zuvor 14 Ortschaften gebildeten Vorstadt Hannover zusammengeschlossen hatten. Sevelohs Karten bildeten später gemeinsam mit Plänen von August Wilhelm Papen sowie den Karten des Reitenden Försters Johann Philipp Wilhelm Köhler die Grundlage für die wohl von dem Zeichner und späteren Oberzeichner Friedrich Sohnrey zusammengestellte „Amtliche Wegekarte“ von 1854.
Bis 1824 wurde Seweloh im Hannoverschen und Churfürstlich-Braunschweigisch-Lüneburgischer Staatskalender als Friedrich Seweloh geführt.
Im Zeitraum von 1835 bis 1837 vermaß Karl Seveloh im Auftrag des Magistrats der Stadt Hannover zudem den gesamten städtischen Grundbesitz inklusive der städtischen Kirchen- und Stiftungs-Grundstücke. Seine Meßarbeiten übertrug er auf drei große mit Quadraten überzogene Karten im Maßstab 1.2500. Diese dienten später wiederum teilweise als Grundlage zur Herstellung von Katasterkarten für die Gebiete Große Bult und Kleine Bult und galten schon zu ihrer Entstehung im Vergleich mit anderen Verkoppelungskarten ihrer Zeit als geradezu mustergültig.
Seweloh war seit 7. März 1832 zum Oberst befördert und 1833 eigentlich in Pension. Wegen seiner Verdienste wurde er 1838 noch mit dem Charakter als Generalmajor versehen. 
Seweloh galt als leidenschaftlicher Offizier und sammelte unter anderem rund 500 Kriegskarten über die Feldzüge des Herzogs Ferdinand von Braunschweig.
Aus der Korrespondenz mit Carl Friedrich Gauß hat sich im Nachlass von Gauß ein an ihn am 2. Juni 1841 datierter Brief von Seweloh erhalten.
Während das Hannoversche Adreß-Buch für das Jahr 1826 den Wohnsitz des Obristlieutenants „auf dem Posthofe außer dem Steinthor“ verzeichnete, listete das Adressbuch für 1848 den Oberst a. D. Karl Seweloh in der 1. Auestraße 105a, während im selben Jahr der Capitain bei der Artillerie und Lehrer an der Militärakademie (Karl) Theodor Seweloh in der Neuestraße 24 gemeldet war.

## Schriften (Auswahl)
- Carl Seweloh: Ueber Gemeinheits-Theilungen im Allgemeinen und in besonderer Rücksicht für den dabey angestellten Feldmesser, 228 Seiten mit 5 Kupferstichen, Hildesheim: bey J. D. Gerstenberg, 1805; Digitalisat über die ETH Zürich

## Archivalien
Archivalien von und über Karl Seweloh finden sich beispielsweise
- als Nachlass unter dem Titel General-Ordres und militärische Reglements 1797-1842, spezielle Verordnungen betreffend das Ingenieurkorps 1816-1831 als 0,01 lfdM. Akte aus der Laufzeit von 1797 bis 1848 über das Findbuch des Niedersächsischen Landesarchivs (NLA) – Standort Hannover[5]
- im Nachlass Carl Friedrich Gauß: Ein Brief von Karl Seweloh als mehrseitiges Manuskript an Carl Friedrich Gauß  aus Hannover vom 2. Juni 1841; Niedersächsische Staats- und Universitätsbibliothek (Göttingen), Archivsignatur  Cod. Ms. Gauß Briefe A : Seweloh (Alte Signatur: Cod. Ms. Gauß 112); Digitalisat